# Climbing Mount Improbable
 (août 2013).
Si vous disposez d'ouvrages ou d'articles de référence ou si vous connaissez des sites web de qualité traitant du thème abordé ici, merci de compléter l'article en donnant les références utiles à sa vérifiabilité et en les liant à la section « Notes et références ».
Climbing Mount Improbable est un ouvrage de vulgarisation scientifique rédigé en 1996 par Richard Dawkins. Le livre est relatif à la probabilité et à ses applications dans la théorie de l'évolution, et spécifiquement dirigé contre le créationnisme. Il y détaille notamment les probabilités pour la sélection naturelle de mener à des organismes complexes.
La principale métaphore du livre est celle d'un paysage géographique, sur lequel l'évolution ne peut que grimper de façon graduelle, avec une impossibilité de gravir les falaises. Dans cet ouvrage, il donne des points de vue variés sur le mécanisme complexe de l'évolution se faisant par pas gradués, insoupçonnés auparavant.
Le livre fut illustré par la femme de Richard Dawkins, Lalla Ward, et est dédié à Robert Winston, considéré comme « un grand professeur et un grand homme. »
Le livre est divisé en 10 chapitres, détaillés ci-dessous :
1. Facing Mount Rushmore
2. Silken Fetters
3. The Message From the Mountain
4. Getting Off the Ground
5. The Forty-fold Path to Enlightenment
6. The Museum of All Shells
7. Kaleidoscopic Embryos
8. Pollen Grains and Magic Bullets
9. The Robot Repeater
10. A Garden Inclosed.